# Lajinhas
As Lajinhas é um povoado português localizado na freguesia da Bandeiras, concelho da Madalena do Pico, ilha do Pico, arquipélago dos Açores. 
Este povoado localiza-se entre a freguesia das Bandeiras e Farrobo, próximo ao Cabeço Chão.